# Барабаш-Никифоров, Илья Ильич
Илья́ Ильи́ч Бараба́ш-Ники́форов (1894—1980) — советский зоолог и эколог, профессор, доктор биологических наук, исследователь фауны Командорских островов.

## Биография
Родился 21 июля (2 августа) 1894 г. в городе Екатеринославе в семье агронома.
Учился на естественном отделении физико-математического факультета Екатеринославского университета, в это же время работал в краеведческом музее университета (с 1918 до 1930 года). В 1923—1925 гг., ещё будучи студентом, принимал участие в экспедициях, исследовавших фауну степей.
В 1925 г. участвовал в гельминтологической экспедиции академика К. И. Скрябина.
В 1927 г. экспедиция к Баренцеву морю с целью исследования промысловой фауны.
В 1929 году участвовал в Западно-Сибирской комплексной научно-промысловой экспедиции Союзпушнины по выпуску ондатры.
В 1930 — 1932 гг. участвовал в Тихоокеанской научно-промысловой экспедиции АКО на Командорские острова. Объектом его исследований в течение двух лет стали животные островов и прибрежных вод: песец, калан, ластоногие, китообразные, рыбы. В своих работах, посвященных калану, интересовался экологией калана, возможностью его акклиматизации и приручения.
В 1933 — 1935 гг. являлся участником Черноморской экспедиции по изучению дельфинов. Описал Delphinus delphis ponticus Barabash, 1935 — Black Sea Common Dolphin, [черноморский] дельфин-белобочка, белобочка, обыкновенный дельфин
После окончания экспедиции работал в лаборатории млекопитающих научно-исследовательского института биологии Московского университета, затем — в Саратовском сельскохозяйственном и педагогическом институтах. В 1935 году был избран на должность профессора Саратовского сельскохозяйственного института и Саратовского педагогического института.
В 1938 году являлся участником Мурманской экспедиции.
В 1938 г. переехал в Воронеж, стал заведующим кафедрой зоологии позвоночных Воронежского университета, где работал до конца своей жизни.
В 1939 г. защитил докторскую диссертацию на тему «Материалы по экологии и систематике морских промысловых млекопитающих СССР».
Изучал фауну наземных позвоночных Чернозёмного региона.
Во время Великой Отечественной войны возглавлял коллектив зоологов по исследованию грызунов — переносчиков туляремии по заданию Военно-санитарного управления Юго-Западного фронта.
После войны работал в противоэпидемических учреждениях Воронежской области и продолжал исследования грызунов.
Изучал промысловые ресурсы лесостепи юго-восточной части Центрально-чернозёмного района. Публикации о таких животных, как бобр (1959), выхухоль (1975). Устраивал экспедиции, стационары, привлекал к научной работе сотни студентов.

## Память

Памятная доска в Воронежском университете

Памятная доска установлена в музее зоологии Воронежского государственного университета.

## Награды и звания
- Орден Трудового Красного Знамени[3][4]
- Медаль «За доблестный труд в Великой Отечественной войне»[3][4]
- Почётная Грамота Президиума Верховного Совета РСФСР[3][4]
- почётный член Всероссийского общества охраны природы[1]
- В 1934 г. избран членом Американского маммологического общества

## Сочинения
Автор более чем 200 научных и научно-популярных работ, в том числе 15 книг и брошюр. Среди них:
- «Калан, или морская выдра (морской бобр)» (1933)
- «Ластоногие Командорских островов» (1936)
- «К биологии командорского песца» (1937)
- «Калан» (1947, 1968 — в соавторстве с С. В. Мараковым и А. М. Николаевым)[6]
- «Звери юго-восточной части Чернозёмного Центра»[4] (1957)
- «Бобр и выхухоль как компоненты водно-берегового комплекса»[4] (1959)
- Барабаш-Никифоров И. И., Формозов А. Н. Териология: Учебное пособие для гос. ун-тов / Под ред. А. Н. Формозова. — М.: Высшая школа, 1963. — 396 с. — 3500 экз. (в пер.)
- «Русская выхухоль» (1968, немецкое издание — 1975)